# Myxine
A Myxine a nyálkahalak (Myxini) osztályába, a nyálkahalalakúak (Myxiniformes) rendjébe és a nyálkahalfélék (Myxinidea) családjába tartozó Myxininae alcsalád egy neme.

## Rendszerezés
A nembe az alábbi fajok tartoznak:
- Myxine affinis Günther, 1870
- Myxine australis Jenyns, 1842
- Myxine capensis Regan, 1913
- Myxine circifrons Garman, 1899
- Myxine debueni Wisner & McMillan, 1995
- Myxine dorsum Wisner & McMillan, 1995
- Myxine fernholmi Wisner & McMillan, 1995
- Myxine formosana Mok & Kuo, 2001
- Myxine garmani Jordan & Snyder, 1901
- Atlanti-óceáni nyálkahal (Myxine glutinosa) Linnaeus, 1758
- Myxine hubbsi Wisner & McMillan, 1995
- Myxine hubbsoides Wisner & McMillan, 1995
- Myxine ios Fernholm, 1981
- Myxine jespersenae Møller, Feld, Poulsen, Thomsen & Thormar, 2005
- Myxine knappi Wisner & McMillan, 1995
- Myxine kuoi Mok, 2002
- Myxine limosa Girard, 1859
- Myxine mccoskeri Wisner & McMillan, 1995
- Myxine mcmillanae Hensley, 1991
- Myxine paucidens Regan, 1913
- Myxine pequenoi Wisner & McMillan, 1995
- Myxine robinsorum Wisner & McMillan, 1995
- Myxine sotoi Mincarone, 2001